# Skate 3
Skate 3 er det tredje spil i spil-serien Skate som er udviklet af EA Black Box, og udgivet af Electronic Arts 11. maj 2010. Det er efterfølgeren til spillet Skate 2.

## Gameplay
Spillet foregår i den fiktionelle by Port Carveton, hvor mange skatere holder til. I modsætning til Skate 2 er skating ikke ulovligt. Byen er også pænere end byen i Skate 2. Port Carveton er opdelt i tre distrikter, Downtown, the University og Industrial. Hvert distrikt har hver deres designs og monumenter. Forskellige kendte skatere møder man igennem spillet for eksempel Darren Navarette, Terry Kennedy, Eric Koston, Chris Cole, Pat Duffy og Jason Lee.
I modsætning til de første spil er der blevet tilføjet to nye sværhedsgrader "Easy" (let) og "Hardcore" (meget svær). "Easy" lader dig udfører trickene lettere end normalt, hvilket gør det sværere at falde. "Hardcore" gør det sværere og du må lave trickene mere præcist, hvilket gør det mere realistisk. Ligesom i Tony Hawk spillene kan man også lave sine egne skaterbaner. EA introducerede de nye online spil muligheder "1-Up" "Domination" og "Own the lot"

## Soundtrack
Lydsporene og musikken i spillet blev offentliggjort d. 19. marts 2010. Der er i alt 48 musiknumre i spillet.

## Udvikling
Under udvikling blev det offentliggjort at kendte skatere som Joey Brezinski, Dan Drehobl, Benny Fairfax, Josh Kalis, Lizard King, Andrew Reynolds, Chris Haslam, Terry Kennedy, Chris Cole, Jason Dill, og Rob Dyrdek skulle være med i spillet. Der blev også introduceret nye tricks som Darkslide og Underflip.